# Blastomussa wellsi
Blastomussa wellsi är en korallart som beskrevs av Wijsman-Best 1973. Blastomussa wellsi ingår i släktet Blastomussa och familjen Mussidae. IUCN kategoriserar arten globalt som nära hotad. Inga underarter finns listade i Catalogue of Life.